# Королёв, Юрий Константинович
Юрий Константинович Королёв (3 апреля 1929, Москва — 24 декабря 1992, Москва) — советский художник-живописец, монументалист, педагог. Народный художник СССР (1985). Лауреат Государственной премии РФ (1995, посмертно).

## Биография
В 1947—1949 годах учился в Московской средней художественной школе у Н. А. Коренберга, Н. И. Андрияки, в 1949—1952 — на факультете монументального искусства в Московском институте прикладного и декоративного искусства у А. А. Дейнеки, П. П. Соколова-Скали, в 1952—1955 — в Ленинградском высшем художественно-промышленном училище им. В. И. Мухиной (ныне Санкт-Петербургская художественно-промышленная академия имени А. Л. Штиглица) у Г. И. Рублева. Дипломная работа — роспись парадной лестницы в Институте физической культуры им. П. Ф. Лесгафта в Ленинграде (выполнено совместно с Б. М. Тальбергом).
С 1972 года — руководитель творческой мастерской в Московском художественном институте им. В. И. Сурикова, профессор (1985).
В 1980—1992 годах — директор Государственной Третьяковской галереи. Возглавил реконструкцию и строительство новых корпусов музея.
Автор ритмически организованных, выразительных по композиции и колориту росписей, мозаик, витражей, монументально-декоративных композиций («50-летие СССР» в Тольятти, 1981). Работал в техниках темперной росписи, мозаики, витража.
В живописи преобладали натюрморты, пейзажи и портреты современников художника.
В 1968—1980 годах — секретарь правления Союза художников СССР.
Академик АХ СССР (1987; член-корреспондент 1983).
17 июля 1992 года был назначен членом коллегии Министерства культуры и туризма Российской Федерации.
Скончался 24 декабря 1992 года в Москве. Похоронен на Ваганьковском кладбище.

## Работы

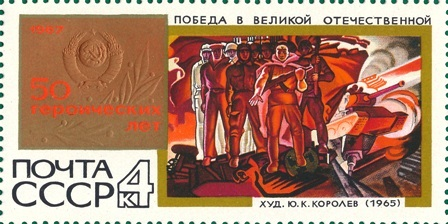
Картина "Победа в Великой Отечественной" на почтовой марке СССР, 1967 года

Создал монументально-декоративную композицию «50-летие СССР» (1981) и мозаичное панно «Радость труда» (конец 70-х) в Тольятти, мозаичное панно на тему революционных событий 1905—1907 годов в наземном вестибюле станции метро «Улица 1905 года», мозаичные панно на станции метро «Свиблово» в Москве.

## Известные ученики
- Андрей Борисович Черкасов — художник-монументалист, мастер фарфоровой живописи. Известен созданием уникального «Черкасовского фарфора»[6][7].

## Звания и награды
- Народный художник РСФСР (1979)
- Народный художник СССР (1985)
- Государственная премия Российской Федерации (1995, за реставрацию, реконструкцию и новое строительство Третьяковской галереи, посмертно)[8].
- Орден Октябрьской революции (1971)
- Орден «Знак Почёта» (1956)
- Серебряная медаль им. М. Б. Грекова (1971)
- Золотая медаль АХ СССР (1996, посмертно)